# Gary (nome)
Gary  è un nome proprio di persona inglese maschile.

## Varianti
- Maschili: Garry[2], Garrie[2]
  - Ipocoristici: Gaz[2]

## Origine e diffusione
Il nome ha diverse origini: le sue attestazioni precedenti agli anni '20 sono probabilmente da considerare una ripresa di un raro cognome inglese, Gary. Il cognome ha a sua volta due differenti etimologie: può risalire in parte al termine medio inglese gery ("frivolo", "volubile"), oppure risalire a un nome normanno nato come ipocoristico di svariati nomi germanici comincianti con ger ("lancia"), ad esempio Gervasio, Gerardo e Giraldo, oppure come varianti di Geary (sempre da ger, combinato con ric, "governare", "dominare").
A partire dal XIX secolo cominciò ad essere usato per abbreviare il nome Garrett, Gareth e altri nomi cominciando per Gar-, ma la sua popolarità esplose anni 1920 sostanzialmente solo grazie all'attore Gary Cooper; egli, che si chiamava in realtà Frank James Cooper, lo scelse come nome d'arte ispirandosi alla città di Gary, su suggerimento della direttrice del casting Nan Collins, originaria di lì, che gli disse che evocava la natura "rude e dura" del luogo (la città prende a sua volta il nome da Elbert H. Gary, uno dei fondatori della U.S. Steel).

## Onomastico
Il nome è adespota, cioè non è portato da alcun santo. L'onomastico si può festeggiare il giorno di Ognissanti, il 1º novembre.

## Persone
- Gary Barlow, cantante britannico

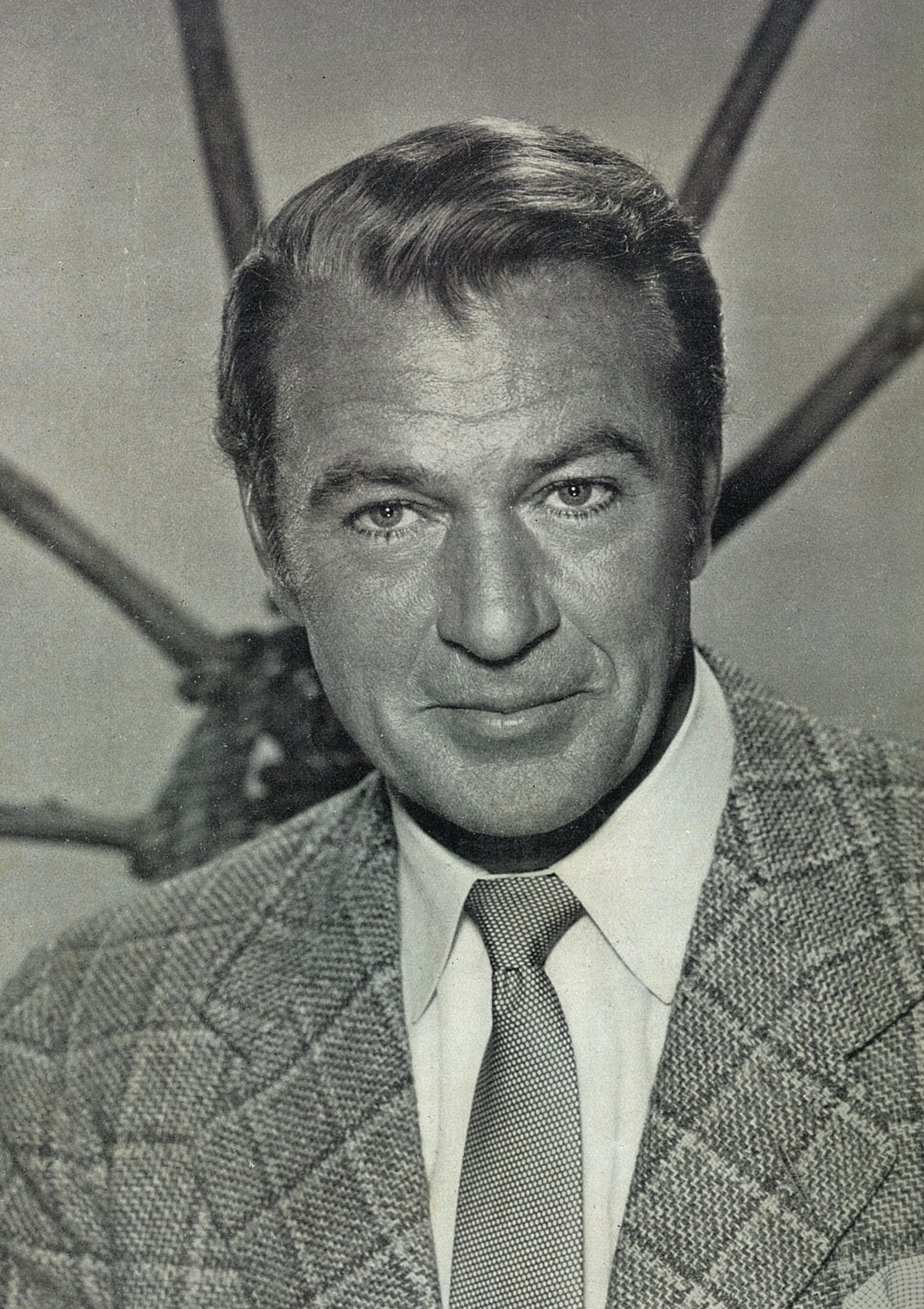
Gary Cooper

- Gary Burton, vibrafonista statunitense
- Gary Coleman, attore statunitense
- Gary Cooper, attore statunitense
- Gary Gygax, autore di giochi e scrittore statunitense
- Gary Lightbody, cantante e compositore nordirlandese
- Gary McKinnon, programmatore e hacker britannico
- Gary Moore, chitarrista nordirlandese
- Gary Neville, calciatore britannico
- Gary Numan, cantante e musicista britannico
- Gary Oldman, attore, sceneggiatore e produttore cinematografico britannico
- Gary Sinise, attore e regista statunitense
- Gary Snyder, poeta, ambientalista, saggista e conferenziere statunitense

## Il nome nelle arti
- Gary è un personaggio della serie animata SpongeBob.
- Gary Oak è un personaggio della serie Pokémon.